# Wendy Sherman
Wendy Ruth Sherman (nasceu a 7 de junho de 1949) é uma professora e diplomata americana que, desde abril de 2021, serve como Secretária Adjunta de Estado no governo de Joe Biden. Ela atuou ainda como subsecretária de Estado para Assuntos Políticos de 2011 a 2015. Ela é professora de liderança pública e diretora de o Centro de Liderança Pública da Harvard Kennedy School. Além disso, ela é conselheira sénior no Albright Stonebridge Group e pesquisadora sénior no Belfer Center for Science and International Affairs da Harvard Kennedy School.
Sherman trabalhou anteriormente como assistente social, diretora da lista de EMILY, diretora do escritório de bem-estar infantil de Maryland e presidente fundadora da Fundação Fannie Mae. Durante a administração Clinton, ela atuou como conselheira do Departamento de Estado dos Estados Unidos de 1997 a 2001. Ela também foi conselheira especial do presidente Bill Clinton e da secretária de Estado Madeleine Albright e coordenadora das políticas para a Coreia do Norte. Na última função, ela foi fundamental nas negociações relacionadas aos programas de armas nucleares e mísseis balísticos da Coreia do Norte.
Ela serviu sob Hillary Clinton e John Kerry como subsecretária de Estado para Assuntos Políticos de 2011 a 2015. Ela foi a quarta autoridade do Departamento de Estado dos EUA. Nessa função, Sherman foi a principal negociadora do acordo nuclear com o Irão. A 16 de janeiro de 2021, o presidente eleito Joe Biden anunciou formalmente que Sherman serviria como Secretária de Estado adjunto dos Estados Unidos sob Antony Blinken. É a primeira mulher a ser secretária adjunta.

## Infância e educação
Sherman nasceu em Baltimore, Maryland, numa família judia. O seu pai, Malcolm Sherman, era um fuzileiro naval originalmente da Filadélfia. Enquanto ela estava na escola primária, a sua família mudou-se para Pikesville, Maryland, e Sherman estudou na Pikesville High School. Sherman frequentou o Smith College de 1967 a 1969, e formou-se na Boston University em 1971 no campo de sociologia e estudos urbanos. Em 1976, ela concluiu o mestrado em serviço social pela Universidade de Maryland. Posteriormente, ela começou a sua carreira como assistente social, antes de entrar para a política.

## Carreira
Originalmente sendo assistente social, Sherman começou a sua carreira trabalhando para ajudar as mulheres maltratadas e os pobres urbanos.
Como parte do movimento de bairro, ela trabalhou como ativista social, ao lado de ativistas como Geno Baroni e Arthur Naparstek sobre os problemas relacionados à habitação de baixa renda.
Os primeiros empregos de Sherman foram na política partidária e serviço social. Isso incluiu trabalhar como diretora da EMILY's List, que fornece dinheiro para candidatas políticas democratas pró-escolha. Ela também trabalhou como diretora do escritório de bem-estar infantil de Maryland e como presidente e CEO da Fannie Mae Foundation, um braço da Fannie Mae.
Sherman ocupou vários cargos em organizações governamentais, e sem fins lucrativos: chefe de gabinete por três anos para a então congressista Barbara Mikulski, gerente de campanha da primeira campanha bem-sucedida de Mikulski para o Senado, secretária especial para crianças e jovens em Maryland, Diretora do Escritório de Bem-Estar Infantil de Maryland, supervisionando os serviços de proteção, orfanatos, adoções e lares coletivos.
De 1993 a 1996, Sherman serviu para o Secretário de Estado dos Estados Unidos Warren Christopher como Secretária de Estado Assistente para os Assuntos Legislativos, onde dirigiu os esforços legislativos do Departamento de Estado com o Congresso dos Estados Unidos. Entre outras questões, ela liderou os esforços para obter financiamento para a Rússia e os novos estados independentes após o desmembramento da União Soviética e apoio para os acordos de Dayton.
Ela é vice-presidente do Albright Stonebridge Group, empresa de consultoria estratégica internacional da Albright, desde a formação do grupo em 2009. Ela aconselhou Hillary Clinton durante a campanha presidencial de 2008 e trabalhou com Thomas Donilon como líder de revisão de agência para o Departamento de Estado na transição presidencial de Obama.
Em 2015, ela foi nomeada uma dos 50 The Forward.
Sherman também faz parte do Conselho de Diretores do Atlantic Council.